# Jardines Palheiro
Los Jardines Palheiro ( en portugués : Jardim de Palheiro), es un Jardín botánico localizado en la "Quinta de Pilheiro" famoso no solamente por la variedad de las plantas que cultivan sino también por la belleza de la localización entre colinas próximo a Funchal, Portugal.

## Localización
Los "Palheiro gardens" se encuentran situados a unos 500 metros sobre el nivel del mar, al este de Funchal, capital de la isla de Madeira, que posee un clima subtropical húmedo donde los Hibiscus y Bougainvillea se encuentran en flor a lo largo de todo el año junto con las floraciones en su estación de las Jacarandas, Spathodeas, Erythrinas y Bauhinias.
Se encuentra rodeada por unos gruesos y húmedos muros de piedra y previo pago se accede al interior por una verja de hierro forjado.
Jardim de Palheiro Caminho Quinta do Palheiro 32, Sao Gonçalo, Funchal, Madeira, Portugal.
Planos y vistas satelitales.32°39′27″N 16°52′16″O / 32.65750, -16.87111

## Historia
El propietario original, el Conde de Carvalhal, plantó numerosas especies de árboles en su finca e inició la colección de Camelias algunas de las plantaciones iniciales aun permanecen en el jardín. 
Desde el año 1885 la Quinta fue propiedad de la familia Blandy, y sucesivas generaciones han ido acrecentando los jardines.
La armonía entre la villa y los exuberantes jardines que se encuentran rodeándola es perfecta.

## Colecciones
Entre las colecciones de los jardines de la "Quinta do Palheiro" son de destacar:
- Colecciones de Camelias con la estación de máxima floración entre noviembre y abril.

- Arboreto con robles, abedules, Hayas, avellanos y cedros junto a Eucalyptus y Araucarias.

- Colección de especies de la familia Proteaceae que están consideradas como de un cultivo dificultoso fuera de su lugar nativo de origen.

Entre las especies de plantas dignas de ser mencionadas se encuentran el "Silver trees" (Leucodendron argenteum) y el "Waratah" (Telopea speciosissima), Justicia adhatoda, Justicia brandegeeana, Alberta magna.
En los lechos de cultivo las flores y plantas de colores forman diseños de vivos colores. 